# Función psi de Dedekind
En teoría de números, la función psi de Dedekind es la función multiplicativa sobre los enteros positivos definida por 
{\displaystyle \psi (n)=n\prod _{p|n}\left(1+{\frac {1}{p}}\right),}
donde el producto es tomado sobre todos los números primos p que dividen a n (por convención, ψ(1) es el producto vacío y tiene el valor 1). La función fue introducida por Richard Dedekind en conexión con las funciones modulares.
El valor de ψ(n) para los primeros enteros n es:
1, 3, 4, 6, 6, 12, 8, 12, 12, 18, 12, 24 ... (sucesión A001615 en OEIS).
ψ(n) es mayor que n para todo n mayor que 1, y es par para todo n mayor que 2. Si n es un Entero libre de cuadrados entonces ψ(n) = σ(n).
La función ψ puede también ser definida mediante la propiedad ψ(pn) = (p+1)pn-1 para potencias de cualquier primo p, y luego extender la definición a todos los enteros por multiplicabilidad. Esto también permite una demostración de la función generadora en términos de la función zeta de Riemann, que es
{\displaystyle \sum {\frac {\psi (n)}{n^{s}}}={\frac {\zeta (s)\zeta (s-1)}{\zeta (2s)}}.}
Esto también es una consecuencia del hecho de que se puede escribir como una convolución de Dirichlet {\displaystyle \psi =n*\epsilon _{2}}, donde {\displaystyle \epsilon _{2}} es la función característica de los cuadrados. 

## Grandes órdenes
La generalización a grandes órdenes usando ratios de indicatrices de Jordan es
{\displaystyle \psi _{k}(n)={\frac {J_{2k}(n)}{J_{k}(n)}}}
donde la serie de Dirichlet
{\displaystyle \sum _{n\geq 1}{\frac {\psi _{k}(n)}{n^{s}}}={\frac {\zeta (s)\zeta (s-k)}{\zeta (2s)}}}.
Es también la convolución de Dirichlet de una potencia y el cuadrado de la función de Möbius,
{\displaystyle \psi _{k}(n)=n^{k}*\mu ^{2}(n)}.
Si
{\displaystyle \epsilon _{2}=1,0,0,1,0,0,0,0,1,0,0,0,0,0,0,1,0,0,0\ldots }
es la función característica de los cuadrados, otra convolución de Dirichlet
permite la generalización de la función σ,
{\displaystyle \epsilon _{2}(n)*\psi _{k}(n)=\sigma _{k}(n)}.